# Esquisses, opus 5 (Smetana)
Esquisses, opus 5 est un cycle de quatre pièces pour piano de Bedřich Smetana composé en 1856-1857.

## Liste des pièces
1. Scherzo-polka (allegramente en fa dièse majeur)
2. Rêverie (allegretto en sol dièse mineur)
3. Privetiva Krajina (« contrée accueillante ») (moderato en ré bémol majeur)
4. Rhapsodie (vivace ed energico en fa majeur)